# ジョン・スタインベック
ジョン・アーンスト・スタインベック（John Ernst Steinbeck, 1902年2月27日 - 1968年12月20日）は、アメリカの小説家・劇作家。スタインベックは「アメリカ文学の巨人」と呼ばれていた。また、スタインベックの多くの作品は西洋文学の古典と考えられている。また、生涯で27冊の本を出版している。その中には16冊の小説と、6冊のノンフィクション、2冊の短編集が含まれている。1929年の経済恐慌の影響を受けて貧窮にあえぐ小作農民の姿を描き、ピューリッツァー賞を受賞した代表作『怒りの葡萄』は75年に渡って売れ続け、1400万冊が販売されている。『エデンの東』では、キリスト教的原罪と人間の救いの可能性に新境地を開いた。スタインベックの作品の多くはカリフォルニア州中部が舞台となり、中でもサリナス峡谷やコースト・レーンジズ山脈は頻繁に登場する。1962年にノーベル文学賞を受賞した。

## 生い立ち
スタインベックは1902年2月27日、カリフォルニア州モントレー郡サリナスで生まれた。姉2人、妹1人の長男だった。サリーナス高等学校を卒業、幼い頃からドストエフスキー『罪と罰』、ミルトン『失楽園』、マロリー『アーサー王の死』などを読み耽る文学好きの少年であり、学級委員も務めていた。
スタインベックの祖父は多くの農地を所持したドイツ系移民で、父はドイツ系2世の出納吏でもあった。母はアイルランド系の小学校の教師でスタインベックの読み書きの能力を育てた。
スタインベック家は元々「Großsteinbeck」という苗字だったが、祖父がアメリカに移民した際に「Steinbeck」と短縮した。ドイツに残る一族の農地は、いまだに「Großsteinbeck」と呼ばれている。
スタインベックは後年、不可知論者になるが幼少期は米国聖公会に所属していた。

## 青年時代
高校卒業後、一時砂糖工場で働いた。そこでスタインベックは移民の生活や人間の負の面を経験した。砂糖工場での労働経験は、『二十日鼠と人間』などの後世の作品に生かされている。スタインベックは地元の森や牧場や周りの自然を歩いて横断し、冒険することを好んだ。砂糖工場ではしばしば工場内で働く機会があり、物を書く時間を作れた。機械に対してかなりの適性を持ち、持ち物を補修することに愛情を持っていた。
スタインベックは1920年、スタンフォード大学の英文学部に入学する。1921年度は授業を全休し、牧場や道路工事、砂糖工場などで様々な労働を経験した。この時の経験がのちのスタインベックの作品の世界観に現れていった。
1925年、海洋生物学を学んだのちスタンフォード大学を学位を取らずに退学した。ニューヨークに行き、出版を試みたが失敗し、カリフォルニア州へ帰ってきた。3年間山小屋やマス孵化場で働きながら作品を書いた。1928年、カリフォルニア州のタホ湖のツアーガイドとなり、最初の妻となるキャロル・ヘニングと出会った。
1930年、キャロル・ヘニングとロサンゼルスで結婚。ロサンゼルスでは友達と一緒に石膏でマネキンを作り儲けようとしていた。6か月後、世界恐慌が始まりスタインベックらの資金が尽きると、2人は父親が所有していたカリフォルニア州のパシフィック・グローブの別荘に移り住んだ。スタインベックの父は無料で二人に家を提供した。スタインベックはボートを購入し、釣りやカニの採取、庭や近所から手に入る野菜によって働かなくても生きていくことができた。スタインベックらは生活保護を受け、まれに地元の市場からベーコンを盗むことがあった。食料が少ない時でも、スタインベックは友達と食料を分け合っていた。
1930年、スタインベックは終生のメンターとなる海洋生物学者のエド・リケッツと出会う。リケッツはスタインベックに哲学と生物学を教えた。リケッツはいつもは静かだが、落ち着きと各分野の百科事典的な知識によって、スタインベックの興味を引き付けた。リケッツは最初期のエコロジストとして著名なウォーダー・クライド・アリー から教わった一人だった。リケッツはモントレーの海岸に海洋研究所を所有しており、魚や小動物などの海産資源を学校などに販売していた。
1930年から1936年にかけてスタインベックとキャロルはリケッツの研究所で働いた。妻キャロルは司書として、スタインベックは主に雑用を手伝った。

## キャリア
スタインベックは1929年に『黄金の杯』Cup of Gold で作家デビューした。この作品は「歴史小説」と銘打たれ、有名なイギリスの17世紀の海賊、ヘンリー・モーガンの伝記であったが、世間からは完全に無視された。そこから四年の沈黙を経て、1932年に2作目の『天の牧場』The Pastures of Heaven を発表した。1933年には『知られざる神に』To a God Unknown という人間の土との関係を神秘主義的に描いた作品があり、1935年にはスタインベックの「主婦的な感性」が最初の鮮鋭な結晶を見せた『トーティーア平』Tortilla Flat が生まれた。この作品ではモンテレイに住むパイサノ人たちの原始的な生活をユーモラスに描かれた。
1934年4月の短編作品『殺人』がO・ヘンリー賞を受賞した。1935年1月、アムニージア・グラスコックの筆名で「モントレー・ビーコン」誌に詩八編を発表。同年5月、作品『トーティーヤ大地』出版。カリフォルニア・コモンウェルス・クラブから金メダルを受賞、同作品の映画化権料を手に入れた。1937年、『二十日鼠と人間』を発表する。1938年には『長い谷間』を発表し、スタインベックもこの頃から注目を集め始めた。
スタインベックは1939年4月、大干ばつと耕作機械によって土地を奪われた農民たちのカリフォルニアへの旅を描いた壮大な作品『怒りの葡萄』を出版、その作品は賛否両論を引き起こした。1940年には、怒りの葡萄がピューリッツァー賞、全米図書賞を受賞する。同作品はヘンリー・フォンダが主演を務め、7万5000ドルの映画化権料で映画化され、2つのオスカーを獲得したこの作品で一躍その名声を不動のものとした。
1942年3月『月は沈みぬ』を出版する。独裁国ナチス・ドイツに対するノルウェー市民の抵抗を書き、ノルウェー国王から勲章を授けられた(1945年)。ナチスに対抗するパリのレジスタンスから1944年、『闇夜』の名前で刊行された。スタインベックはアメリカ空軍の依頼により、アメリカ空軍の実体を国民に宣伝する『爆弾投下』を発表する。
1950年には、スタインベックは聖書の物語と南北戦争から、第一次大戦までの時代を背景にカリフォルニアの一家族の歴史を描いた大作『エデンの東』を発表した。5年後、この作品も映画化された。主演のジェームズ・ディーンの演技が話題を呼び、大ヒットを記録した。

## 晩年
その後もスタインベックは意欲的な作品を書き続け、1962年にはノーベル文学賞を受賞している。
しかし、晩年は国内の批評家からの評価は必ずしも芳しくなく、生活は決して恵まれたものではなかった。
スタインベックは1968年、ニューヨークで心臓発作をおこして没した。66歳没。スタインベックの死体は遺言通り、火葬され埋葬された。スタインベックの死後、批評家のチャーリー・プアは「彼の最初の優れた作品は、最後の優れた作品でもあった。しかし、その作品はなんと優れていたことか」「彼はノーベル賞を必要としなかったが、ノーベル賞は彼を必要とした」とメッセージを送った。

## 私生活
スタインベックは、1942年にキャロル・ヘニングと離婚した。1943年に"グウィン"ことグウィンドリン・コンガーと結婚し2人の息子を儲けたが、1948年に離婚。
1948年にリケッツは車と電車の衝突事故で死亡した。スタインベックはカリフォルニアに戻り、数か月間悲しみに沈んだ。
1950年、舞台監督のエレイン・スコット（俳優ザカリー・スコットの元妻）と再婚した。この結婚はスタインベックが死ぬまで続いた。

## 主要著作
- スタインベック全集 全20巻 大阪教育図書 1996-2001

### 長編小説
- 『黄金の杯』"Cup of Gold"（1929年）
  - 鍋島能弘,乾幹雄訳 和広出版 1978.11
  - 浜口脩,加藤好文訳　全集
- 『知られざる神に』"To a God Unknown"（1933年）
  - 高橋悦男訳 現代出版社 1969
  - 山下光昭,中山喜代市訳 全集
- 『おけら部落』"Tortilla Flat"（1935年）
  - 瀬沼茂樹訳 六興出版社 1952　のち角川文庫　
  - トーティヤ平 田辺五十鈴訳 南雲堂 1960
  - トーティーヤ・フラット(大橋吉之輔訳 ノーベル賞文学全集　主婦の友社、1971
  - トーティーヤ・フラット 大友芳郎,那知上佑訳　全集
- 『疑わしき戦い』"In Dubious Battle"（1936年）
  - 疑わしい戦い　橋本福夫訳 ダヴィッド社 1954
  - 廣瀬英一,小田敦子訳　全集
- 『二十日鼠と人間』"Of Mice and Men"（1937年）
  - 二十日鼠と人間と 足立重訳 大隣社、1939
  - 大門一男訳 三笠書房、1939　のち新潮文庫　
  - 石川信夫訳　河出文庫、1955　
  - 杉木喬訳　角川文庫、1960　
  - 繁尾久訳　旺文社文庫、1970　
  - 大浦暁生訳　キリスト教文学の世界　主婦の友社、1977　のち新潮文庫　
  - 高村博正訳　全集
- 『怒りの葡萄』"The Grapes of Wrath"（1939年）
  - 新居格訳 第一書房、1940
  - 大久保康雄訳 六興出版社 1951 のち新潮文庫　
  - 石一郎訳　世界文学全集　河出書房、1955　のち角川文庫　　
  - 大橋健三郎訳　岩波文庫、1961　
  - 野崎孝訳　世界文学全集　集英社、1970　
  - 谷口陸男訳　講談社文庫、1971　
  - 尾上政次訳　世界の文学　中央公論社、1971　
  - 中山喜代市訳　スタインベック全集　
  - 黒原敏行訳 ハヤカワepi文庫、2014
  - 伏見威蕃訳 新潮文庫、2015
- 『月は沈みぬ（英語版）』"The Moon is Down"（1942年）
  - 龍口直太郎訳　新潮文庫、1953　
  - 須山静夫訳　角川文庫、1969　
  - 白神栄子,高村博正訳 全集
- 『赤い小馬』"The Red Pony"（1945年）
  - 西川正身訳　新潮社、1953　のち文庫　
  - 菅原清治訳　角川文庫、1955
  - 石川信夫訳　現代アメリカ文学全集、1958　　
  - 松原正訳　世界名作全集　平凡社、1958　
  - 竜口直太郎訳　旺文社文庫、1972
- 『キャナリー・ロウ』"Cannery Row"（1945年）
  - 罐詰横町 石川信夫訳 荒地出版社 1956
  - 井上謙治訳　福武文庫、1989　全集
- 『気まぐれバス』"The Wayward bus"（1947年）
  - 大門一男訳 六興出版社 1951　のち角川文庫、新潮文庫　　
  - 杉山隆彦,酒井康宏,山下巌訳　全集
- 『真珠』"The Pearl"（1947年）
  - 大門一男訳　角川文庫、1957　
  - 佐藤亮一訳　現代アメリカ文学全集、荒地出版社、1958　
  - 中山喜代市訳 全集
- 『爛々と燃える』"Burning Bright"（1950年）
  - 中島最吉,田中啓介訳　全集
- 『エデンの東』"East of Eden"（1952年）
  - 野崎孝,大橋健三郎訳 早川書房 1955  のち文庫（野崎訳）　
  - 鈴江璋子,掛川和嘉子,有木恭子訳　全集　
  - 土屋政雄訳 早川書房 2005.5  のち文庫
- 『たのしい木曜日』"Sweet Thursday"（1954年）
- 『ピピン四世三日天下』"The Short Reign of Pippin IV"（1957年）
  - ピピン四世うたかた太平記 中野好夫訳 角川書店 1963　改題、文庫　
  - ピピン四世の短い治世 橋口保夫訳 全集
- 『われらが不満の冬』"The Winter of Our Discontent"（1961年）
  - 野崎孝訳 新潮社 1962
  - 井上博嗣,要弘訳　全集
- 『アーサー王と気高い騎士たちの行伝』"The Acts of King Arthur and His Noble Knights"（1976年）
  - 多賀谷悟,橋口保夫訳　全集

### 短篇集
- 『天の牧場』"The Pastures of Heaven"（1932年）
  - 加藤光男,西村千稔,伊藤義生訳　全集
- 『長い谷間（英語版）』"The Long Valley"（1938年）
  - 石川信夫訳　河出文庫、1954
- 菊・大連峰 阪田勝三, 森清訳 英宝社 1956

### その他
- 『コルテスの海航海日誌』"The Log from the Sea of Cortez"（1941
  - 『コルテスの海』吉村則子・西田美緒子訳  工作舎  1992)  ISBN 4-87502-209-3
  - 仲地弘善訳　全集
- 映画「真珠」で脚色を担当（1947年）
- 『ロシア紀行』"A Russian Journal"（1948年）
  - 戦後ソヴェート紀行 角邦雄訳 北海道新聞社 1948　のち角川文庫　
  - 今村嘉之,藤田佳信訳　全集
- 『かつて戦争があった』"Once There was a War"（1958年）
  - 角邦雄訳 弘文堂 1965
  - 小野迪雄訳　全集
- 『チャーリーとの旅』"Travels with Charley"（1962年）
  - 大前正臣訳 弘文堂 1964
  - 矢野重治,上優二訳　全集　
  - 竹内真訳 ポプラ社 2007.3
  - 『チャーリーとの旅 アメリカを探して』 青山南訳 岩波書店<岩波文庫> 2024.11
- 『アメリカとアメリカ人』"America and Americans"（1966年）
  - 大前正臣訳 サイマル出版会 1969  のち平凡社ライブラリー　
  - 深沢俊雄訳 全集
- 『エデンの東:創作日誌』"Journal of a Novel"（1969年）
  - 創作日記“エデンの東"ノート 田辺五十鈴訳 早川書房 1976
  - 八淵龍成,川田郁子訳　全集
- 『スタインベック書簡集』"Steinbeck : A Life in Letters"（1975年）
  - 浅野敏夫,佐川和茂訳　全集
- 『収穫するジプシー』"The Harvest Gypsies"（1988年）
- 『怒りの葡萄:創作日誌』"Working Days"（1989年）
  - ロバート・ドゥモット編 中田裕二訳　全集
- スタインベックの創作論 テツマロ・ハヤシ編 浅野敏夫訳 審美社 1992.11

## 受賞歴

### アカデミー賞
ノミネート
1945年 アカデミー原案賞:『救命艇』
1946年 アカデミー原案賞:『ベニイの勲章』
1953年 アカデミー脚本賞:『革命児サパタ』